# هتل اسلاتر
هتل اسلاتر (انگلیسی: Slaughter Hotel) با نام اصلی انسان ددمنش، بی‌رحمانه می‌کُشد، یک فیلم ترسناک جالو به کارگردانی فرناندو دی لئو است که در سال ۱۹۷۱ منتشر شد. از بازیگران آن می‌توان به کلاوس کینسکی، مارگارت لی، مارکو ماریانی، جان کارلسن و روزالبا نری اشاره کرد.